# Mimula maureri
Espèce
Mimula maureri est une espèce d'insectes hétéroptères (punaises) de la famille des Pentatomidae.